# Le tre età dell'uomo (Picasso)
Le tre età dell'uomo (Nus masculins) è un dipinto a olio su tavola (54,6x65,8 cm) realizzato nel 1942 dal pittore spagnolo Pablo Picasso. Questa opera appartiene alla Collezione Mabile di Bruxelles.
Il quadro rappresenta tre uomini di tre età diverse nello studio dell'artista.